# Glenea juno
Glenea juno är en skalbaggsart som beskrevs av Thomson 1865. Glenea juno ingår i släktet Glenea och familjen långhorningar. Inga underarter finns listade i Catalogue of Life.